# Cribrotextularia
Cribrotextularia es un género de foraminífero bentónico considerado un sinónimo posterior de Olssonina de la subfamilia Planctostomatinae, de la familia Textulariidae, de la superfamilia Textularioidea, del suborden Textulariina y del orden Textulariida. Su especie tipo era Textularia coryensis. Su rango cronoestratigráfico abarcaba el Holoceno.

## Clasificación
Cribrotextularia incluía a la siguiente especie:
- Cribrotextularia coryensis